# Bălteni (okręg Vâlcea)
Bălteni – wieś w Rumunii, w okręgu Vâlcea, w gminie Copăceni. W 2011 roku liczyła 378 mieszkańców.